# Sarascelis chaperi
Espèce
Sarascelis chaperi est une espèce d'araignées aranéomorphes de la famille des Palpimanidae.

## Distribution
Cette espèce se rencontre en Côte d'Ivoire, en Guinée-Bissau et en Gambie.

## Description

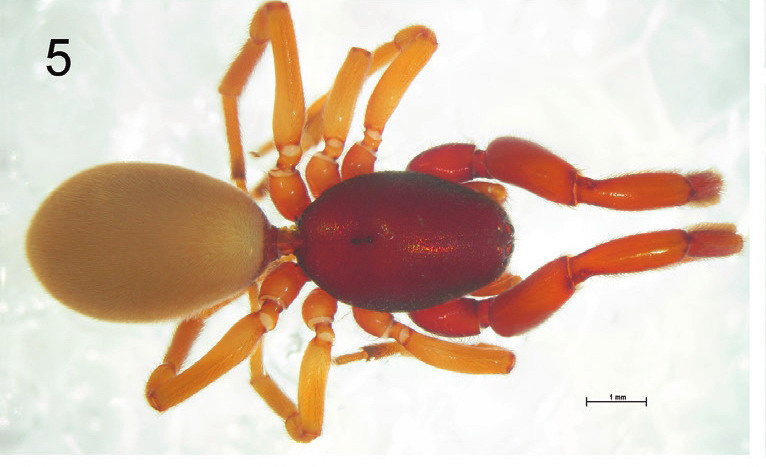
Sarascelis chaperi ♀

La femelle holotype mesure 7 mm.

## Systématique et taxinomie
Cette espèce a été décrite par Simon en 1887.

## Étymologie
Cette espèce est nommée en l'honneur de Maurice Chaper.

## Publication originale
- Simon, 1887 : « Études arachnologiques. 19e Mémoire. XXVII. Arachnides recueillis à Assinie (Afrique occidentale) par MM. Chaper et Alluaud. » Annales de la Société Entomologique de France, sér. 6, vol. 7, p. 261-276 (texte intégral).